# Tony Hunt (Künstler)
Tony Hunt (* 24. August 1942 in Alert Bay, British Columbia; † 15. Dezember 2017 in Kelowna, British Columbia) war ein kanadischer Künstler, der den Kwakwaka'wakw entstammt und für seine geschnitzten Totempfähle bekannt war.

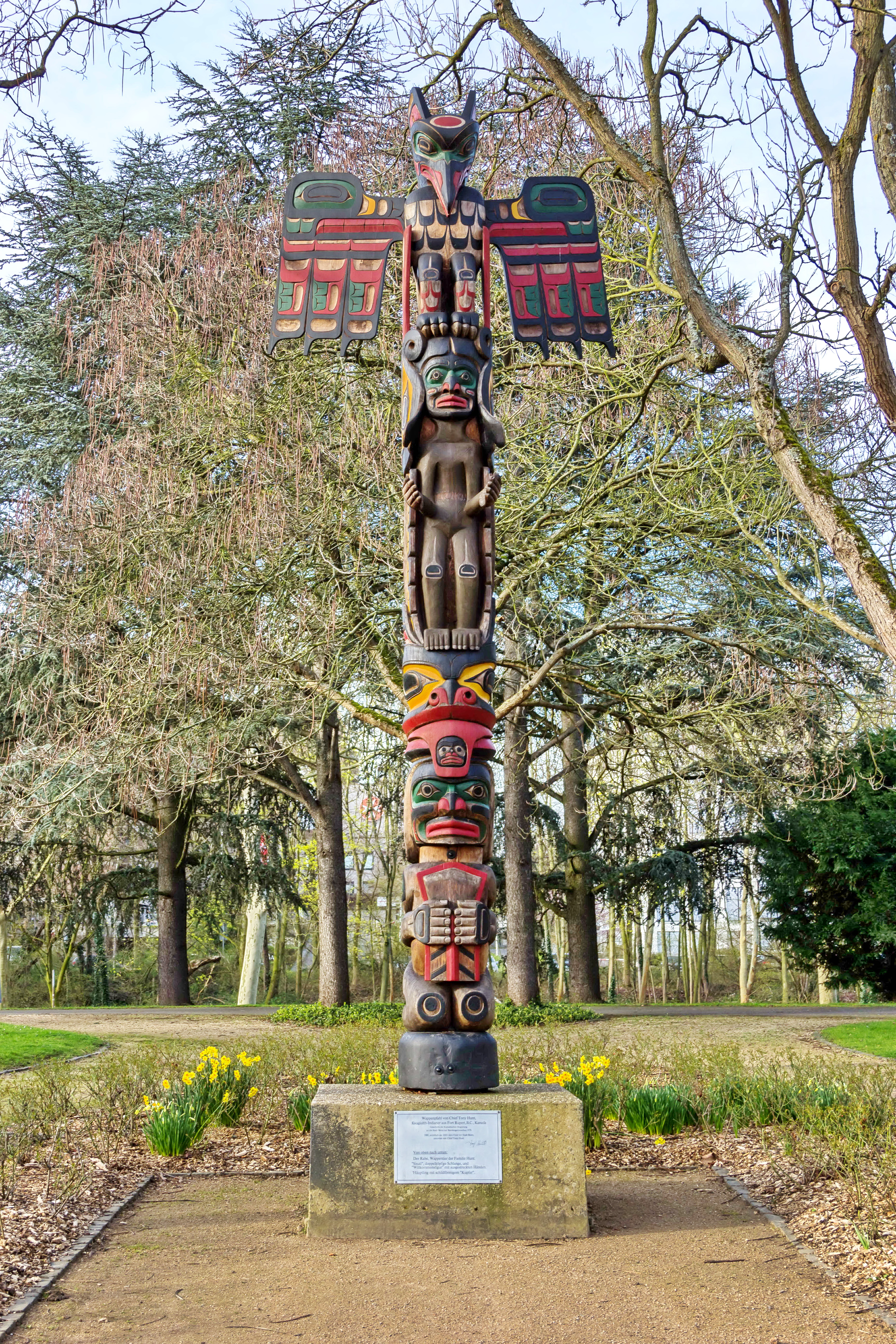
Wappenpfahl von Tony Hunt in der Bonner Rheinaue (1979)

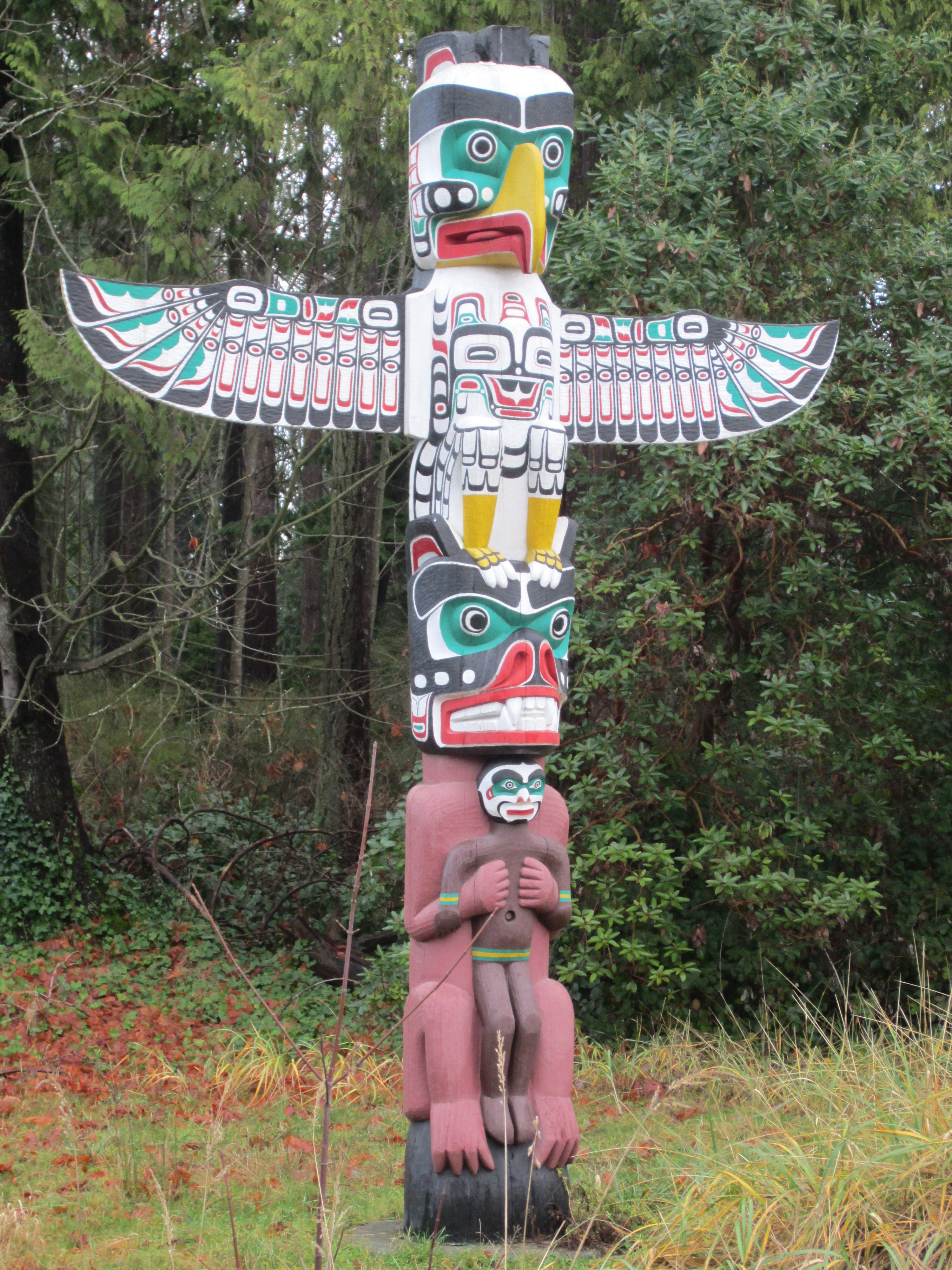
Totempfahl von Tony Hunt (1987), Kopie eines älteren Wappenpfahls des Kwakwaka’wakw Künstlers Charlie James

Hunt wurde 1942 in Alert Bay, British Columbia geboren und wurde schon früh von seinem Großvater Mungo Martin im Schnitzen ausgebildet. Nach Martins Tod im Jahr 1962 wurde er Assistent seines Vaters Henry Hunt, der im Thunderbird Park in Victoria kunstvolle Schnitzereien fertigte. Seine beiden Brüder Stanley Hunt und Richard Hunt sind ebenfalls Künstler.
Im Jahr 1970 eröffnete er die Arts of the Raven Gallery in Victoria.
1979 schnitzte er in Bonn für die Bundesgartenschau in der damaligen Bundeshauptstadt einen etwa sechseinhalb Meter hohen Totempfahl, wobei ihm die Besucher bei der Arbeit zuschauen konnten. Er hatte eigens eine circa 100 Jahre alte Pacific Red Cedar (botan. Bezeichnung „Thuja plicata“, Riesen-Lebensbaum) in British Columbia schlagen und an den Rhein transportieren lassen, da sich deren Holz gut bearbeiten lässt, sehr haltbar ist und traditionell für Totempfähle genommen wurde. Der in vier Monaten vor Ort geschnitzte Totempfahl war ein Geschenk der kanadischen Regierung für die Bundesgartenschau in der Bonner Rheinaue.
2010 bekam Tony Hunt für seine Verdienste den Order of British Columbia.